# アルテミス (ジャズバンド)
アルテミス (Artemis) は、2017年に多国籍の女性によって結成されたジャズ・グループ。ポスト・バップ様式による洗練された演奏をすると評される。
グループは当初カナダ出身のジャズピアニストですでにブルーノート・レコードなどから多くのアルバムを発売していたリニー・ロスネスがヨーロッパ演奏旅行のために集めたメンバーによって編成され、その後カーネギーホールでの公演や2018年のニューポート・ジャズ・フェスティバルの公演が評判になり、2020年に初アルバム『Artemis』がブルーノート・レコードから発売された。

## メンバー
初アルバムを録音したメンバーはピアノ奏者のリニー・ロスネス、カナダ出身のトランペット奏者イングリッド・ジェンセン、イスラエル出身のクラリネット奏者アナット・コーエン、チリ生まれのテナーサクソフォーン奏者メリッサ・アルダナ、兵庫県宝塚市出身のコントラバス奏者植田（上田）典子、アメリカ合衆国出身のドラムス奏者アリソン・ミラー、2曲に参加しているフランスとハイチにルーツを持つヴォーカルのセシル・マクロリン・サルヴァントの7人で、2023年にブルーノート・レコードから発売された2作目のアルバム『In Real Time』ではテナーサクソフォーンがメリッサ・アルダナからニコール・グローヴァーにかわり、クラリネットのアナット・コーエンのかわりにソプラノとアルトのサクソフォーンとフルートを吹くアレクサ・タランティーノが参加して6人編成になり、2025年にブルーノート・レコードから発売された3作目のアルバム『Arboresque』ではアレクサ・タランティーノが抜けて5人編成で録音された。